# Вјера наша, вјера стара
Вјера наша, вјера стара је српска православна духовна песма, коју је написао владика Николај (Велимировић) и објавио у књизи Духовна лира.
Песма је први пут званично студијски снимљена у аранжману Љубе Нинковића, објављена је на од стране Друштва српско-руског пријатељства са Иваном Жигон 2008. године на албуму под називом Ој Косово, Косово, упоредо са видео спотом. Жигон изводи песму у пратњи дечијег певачког ансамбла Косовски божури, музичким саставом Ступови, хором Светог Јована Дамаскина из Санкт Петерсбурга и Адријаном Гусејновом. Такође, изводи је и Даница Црногорчевић.
Песма је популарна и међу свештенством и верницима Руске православне цркве у Русији, Белорусији и Украјини, где је митрополит Украјинске православне цркве, Јонатан (Јелецких), препревао песму на руски и украјински језик. Такође, руска уметничка група Ларго је снимила ову композицију у поп верзији.